# Stellifer ericymba
Stellifer ericymba es una especie de pez de la familia Sciaenidae en el orden de los Perciformes.

## Morfología
• Los machos pueden llegar alcanzar los 15 cm de longitud total.

## Alimentación
Come principalmente zooplancton.

## Hábitat
Es un pez de mar de clima tropical y demersal que vive hasta los 30 m de profundidad.

## Distribución geográfica
Se encuentra en el Pacífico oriental: desde México hasta Chile.

## Observaciones
Es inofensivo para los humanos.